# كجبار
كجبار إحدى قرى النوبة السودانية. وهي اكبر قرية في منطقة المحس من حيث عدد السكان والمساحة (امتداد القرية على النيل لا يقل عن 5 كيلومترات)

## اصل التسمية
اختلف كثيرا في سبب تسمية كجبار بهذا الاسم، حيث يرى البعض ان الاسم يتكون من مقطعين (كج) و (بار) و كلمة كج بالمحسية الحمار وبالدنقلاوية الحصان وبار مربط أي اسم كجبار يعني مربط الحصان او الحمار، ويقال ان اسم كجبار مأخوذ من اسم الجبل الكبير الذي يقع على بعد حوالي 5 كيلومترات غرب القرية واسمه جبل كيبار خاصة ان اهل القرية البسطاء كبار السن يقولون كيبار وليس كجبار.

## الموقع
تتبع كجبار لمجلس ريفي دلقو –معتمدية حلفا – بالولاية الشمالية وتحدها دفوى من الجنوب وكوكا المحس من الشمال.

## الأندية
كان بالقرية نادي واحد نادي الاتحاد تأسس عام 1959م ولكن بعد زيادة عدد السكان وامتداد العمران تم انشاء نادي آخر شمال القرية نادي الاهلي وهناك تنافس بينهما في تقديم افضل المستويات الرياضية

## السد
تخطط الحكومة السودانية أن تقيم بها سداً مما دفع نشطاء للتظاهر اعتراضا على تلك الخطوة التي يقولون أنها تعرض آثار نوبية قديمة للخراب.